# Monumenti e luoghi d'interesse di Aversa

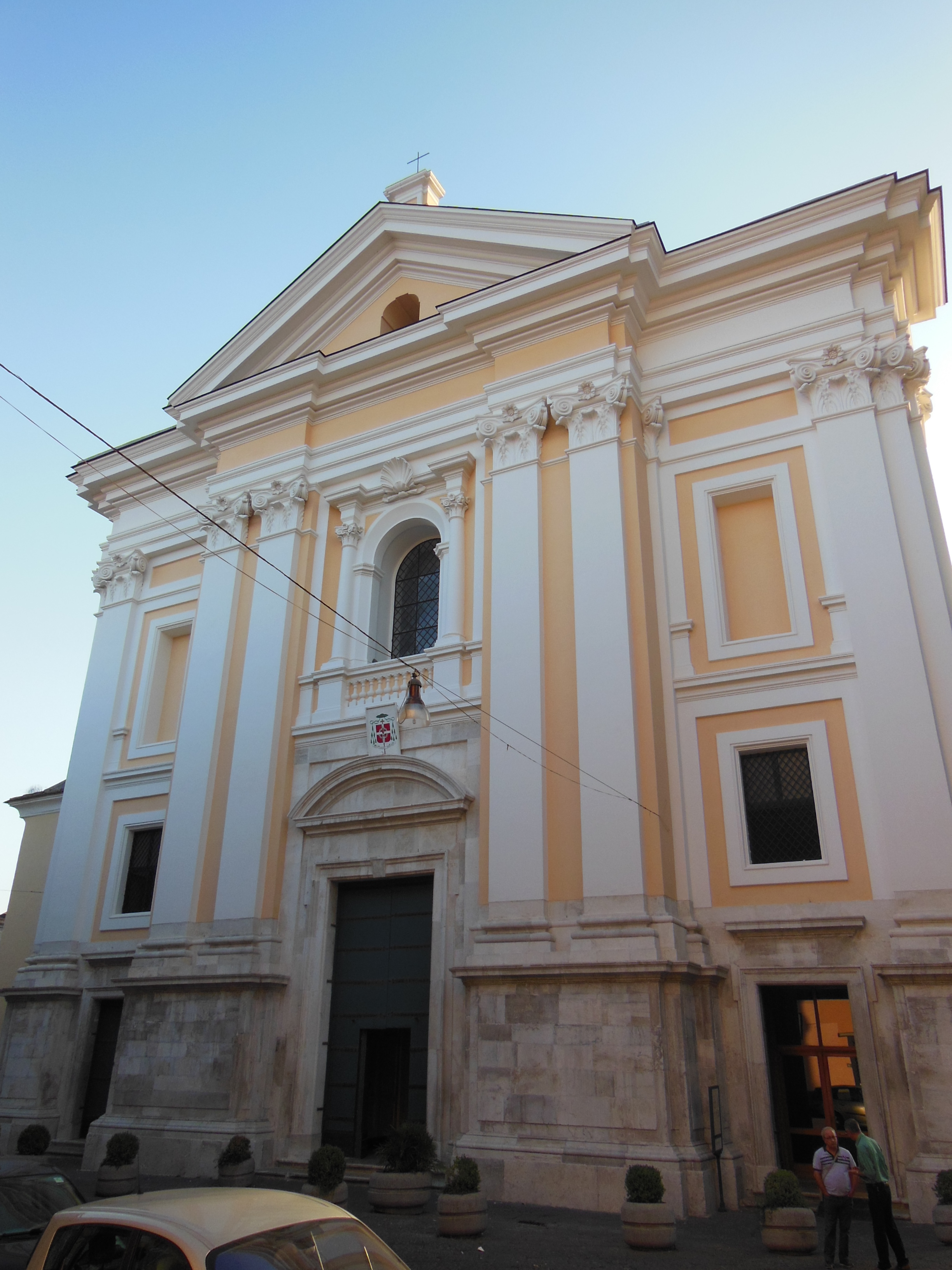
Cattedrale di San Paolo

La pagina contiene i monumenti e luoghi d'interesse di Aversa, in Provincia di Caserta.
Il centro storico è costituito da numerose chiese da cui deriva il nome di "città dalle cento chiese" con una moltitudine di opere artistiche e architettoniche di proprietà della diocesi.
Nelle chiese aversane sono presenti opere di importanti pittori: Guido da Siena, Angiolillo Arcuccio, Colantonio, Polidoro da Caravaggio, Marco Pino da Siena, Guercino, Pietro da Cortona, Pietro Negroni detto il Giovane Zingaro, Josè de Ribeira detto lo Spagnoletto, Cornelis Smet, Teodoro d'Errico, Massimo Stanzione, Paolo De Matteis, Francesco Solimena, Francesco De Mura.

## Architetture religiose

### Cattedrale di San Paolo
La cattedrale costituisce il fulcro della vita religiosa della città. È situata nel cuore del borgo antico. La sua costruzione si deve a Riccardo I, che incominciò i lavori nel 1053 e che furono terminati da suo figlio Giordano nel 1090. L'edificio ha subito varie devastazioni e numerosi restauri che ne hanno alterato l'antico aspetto originario. La cupola, in stile arabo-normanno con due ordini sovrapposti di arcatelle cieche, fu costruita nel 1349 e restaurata recentemente, nel 2011. Determinante per l'aspetto attuale del Duomo furono le modifiche apportate a partire dal 1703 per volere del vescovo e cardinale Innico Caracciolo, che affidò i lavori all'architetto romano Carlo Buratti, che ideò l'attuale facciata barocca. L'interno è diviso in tre navate con cappelle laterali ed è arricchito da diversi dipinti come la Vergine e san Bonaventura, di Francesco Solimena.

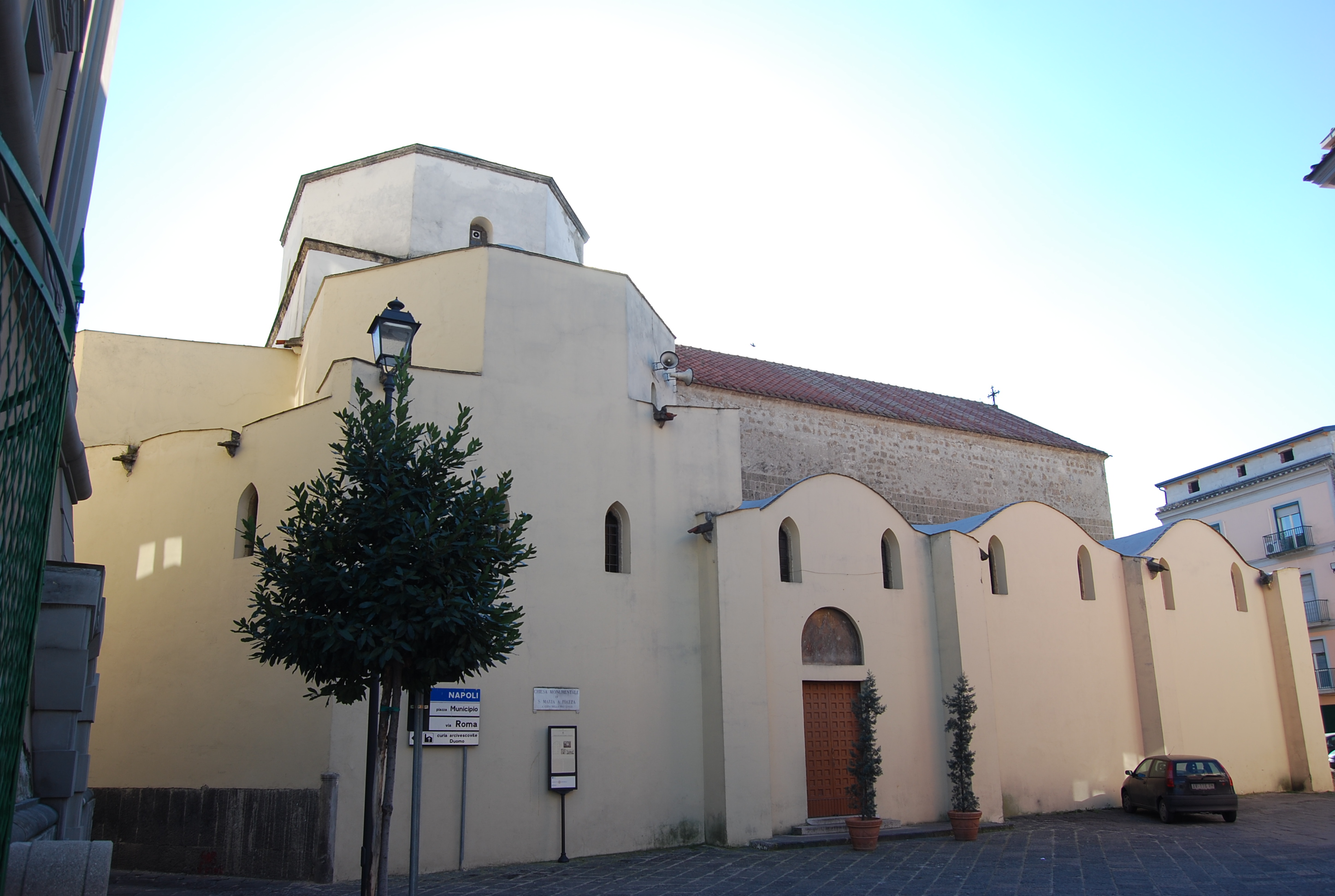
Chiesa di Santa Maria a Piazza

### Chiesa di Santa Maria a Piazza
Situata nei pressi del castello aragonese, la chiesa di Santa Maria a Piazza è la chiesa più antica di Aversa (XI secolo). L'edificio fu eretto in forma romanica, ma a seguito di un terremoto l'impianto originario subì, nel XIV secolo, una completa trasformazione secondo i canoni dell'architettura gotica. Anticamente era il luogo di incontro e scambio di mercanzie da parte di gente di provenienza diversa come ebrei, arabi, bizantini e longobardi. La facciata è in tufo a vista con tre portali di forma ogivale. Sulla destra vi è il campanile, anch'esso dell'XI secolo. L'interno è a tre navate, i pilastri e le arcate a tutto sesto della navata centrale sono in tufo a vista. Custodisce affreschi e frammenti della prima scuola giottesca.

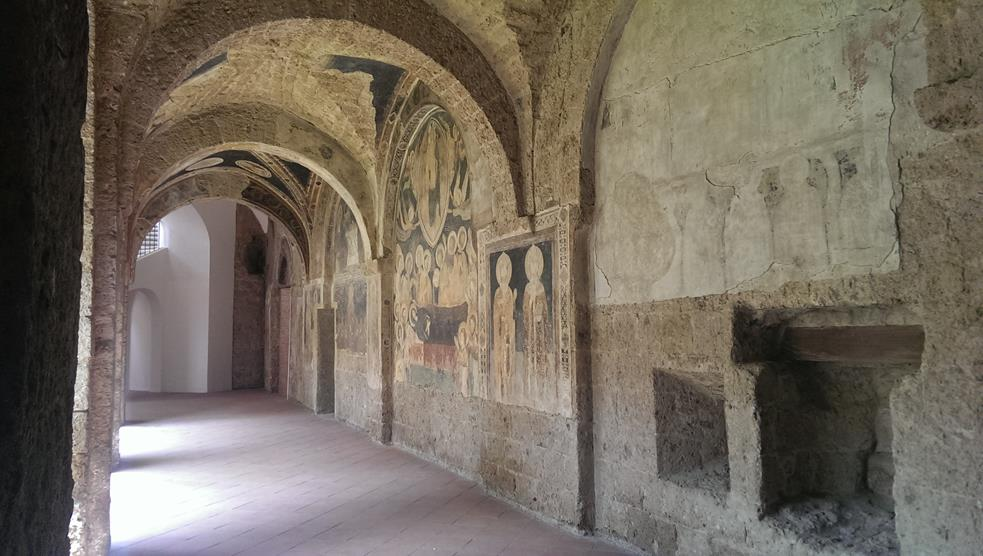
Scorcio della Chiesa di San Francesco delle Monache

### Convento e Chiesa di San Francesco delle Monache
La chiesa fu fondata tra il 1230 e il 1235, dall'ordine francescano. Di forma romanico-gotica, fu ricostruita nel 1645 con ornamenti di marmo intarsiati policromi e preziosi altari. Tra il 1830 e il 1839 nella parte che affaccia su via Roma fu costruito un belvedere per permettere alle clarisse in clausura di seguire, non viste, le funzioni rituali delle festività aversane. Del grande convento resta ben poco poiché, nella prima metà del XX secolo, il chiostro grande e parte del Belvedere delle Monache furono espropriati per dare assetto all'attuale piazza Municipio. La chiesa presenta una pianta quadrata con arcate a tutto sesto e volte a scodella con pareti dipinte e custodisce opere di Francesco De Mura, Pietro da Cortona, Guercino e Josè de Ribera detto Spagnoletto. Una porta lignea in cui sono intagliate le figure di S. Francesco e S. Chiara, introduce nell'interno della chiesa, a croce latina, con un'unica navata, sulla quale si aprono tre cappelle per ciascun lato.

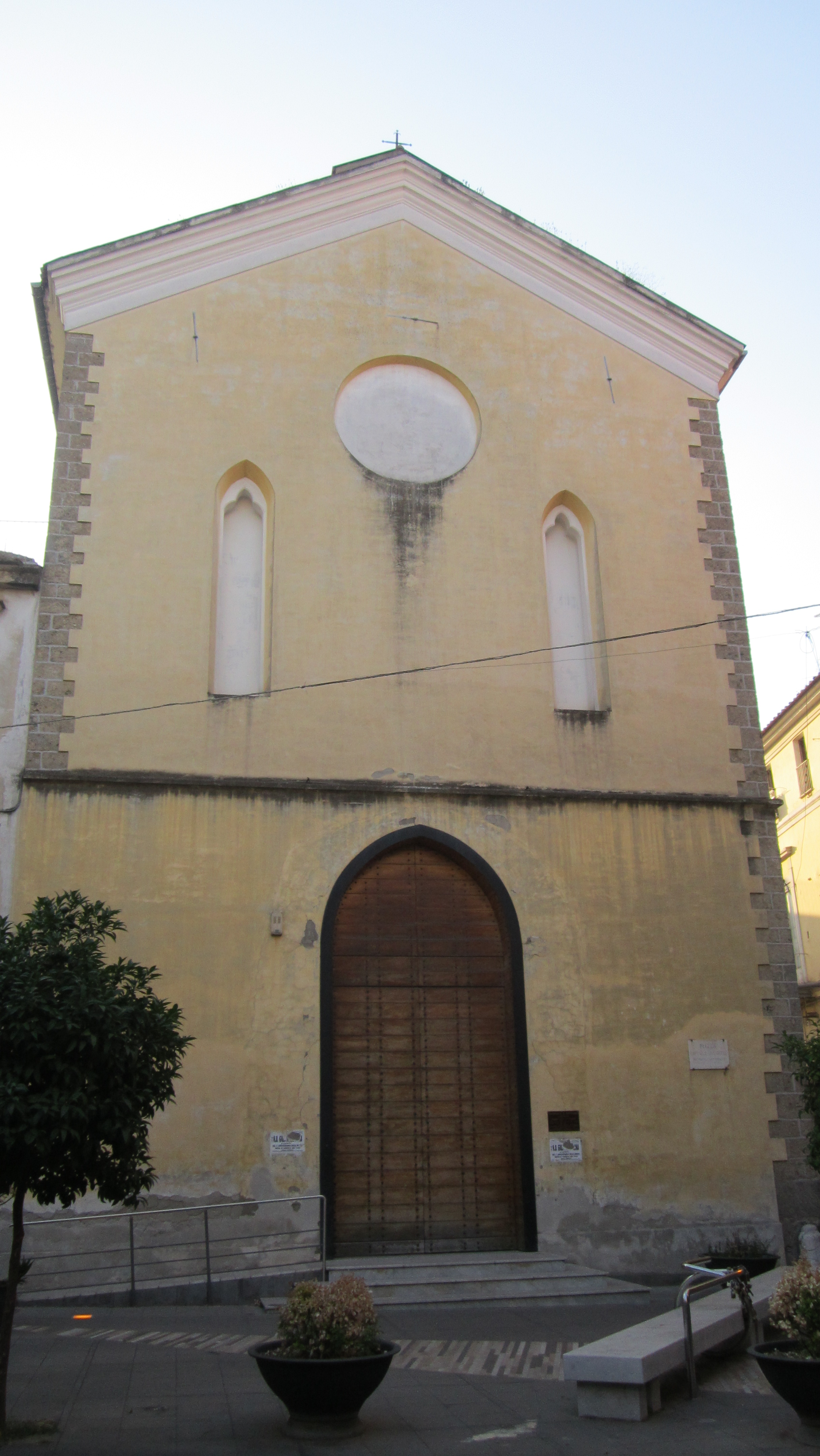
Chiesa di Sant'Antonio da Padova, facciata

### Chiesa di Sant'Antonio da Padova
La chiesa di Sant'Antonio da Padova è situata lungo via Seggio e risale al XIII secolo. Di architettura gotica, nel XV secolo fu largamente rimaneggiata. L'interno è a unica navata. Le forme attuali sono emerse dal restauro successivo al sisma del 1980 che ha evidenziato il rosone e le monofore della facciata, e all'interno, la trifora del presbiterio e l'arco trionfale. La facciata si presenta semplice e nobile allo stesso tempo, con le pietre negli angoli che denotano la povertà francescana. All'interno della chiesa è contenuto un eccellente patrimonio pittorico d'epoca rinascimentale e barocca, con opere del grande pittore seicentista Carlo Mercurio.

### Chiesa di San Lorenzo ad Septimum
L'antico cenobio benedettino di San Lorenzo ad Septimum fu edificato intorno al X secolo ed era posto sulla via consolare romana a sette miglia da Capua. Con l'avvento dei Normanni, il piccolo cenobio benedettino cominciò a ingrandirsi e a crescere di importanza. Fu soppresso nel 1807 dai francesi. L'interno della chiesa ha tre navate con cappelle laterali. Del periodo normanno rimane il portale in marmo scolpito che adorna l'ingresso della chiesa del XII secolo Nel XV secolo e XVI secolo furono rifatte le absidi in forma quadrata. Famoso anche per il suo chiostro rinascimentale di particolare bellezza che ospita il Dipartimento d'Architettura dell'Università della Campania Luigi Vanvitelli.

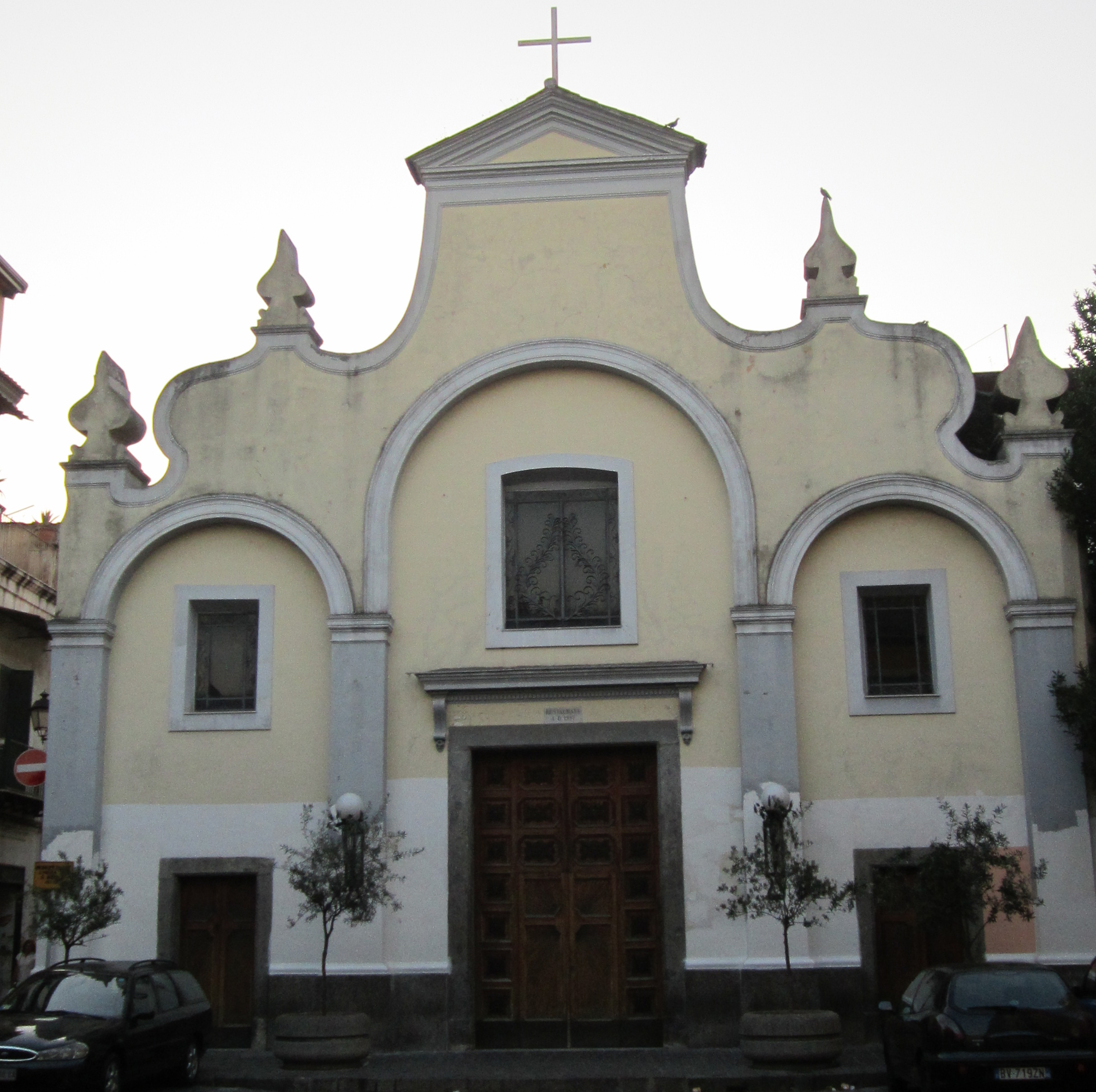
Chiesa di San Nicola

### Chiesa di San Nicola
È situata nei pressi dell'antica Porta San Nicola, oggi andata perduta. Costruita certamente nel 1132 e riedificata successivamente a seguito di un incendio da Carlo I d'Angiò, fratello del re di Francia, molto devoto al santo a cui la chiesa è dedicata, è costituita da tre navate, che negli ultimi restauri sono state riportate all'antico aspetto barocco, con la realizzazione di ricche decorazioni a stucco tipiche di questo stile. Qui è custodita una tavola fiamminga che raffigura l'Annunciazione, inizi del XVII secolo, di Dirk Hendricksz.

### Chiesa dell’Immacolata Concezione
La prima pietra della chiesa dell'Immacolata Concezione, sede dell'omonima Confraternita, fu posta dal vescovo Giorgio Manzòlo il 20 marzo 1582. Il luogo prescelto per la costruzione era situato in quel tempo a ridosso delle mura cittadine, oggi non più esistenti, a pochi metri da porta San Nicola. In precedenza la Confraternita era ospitata nella chiesa del convento di Santa Maria Maddalena dei frati minori osservanti, poco distante. Celebrata già nell’XI secolo, l’Immacolata Concezione della Vergine Maria divenne dogma solo nel 1854 con la bolla Ineffabilis Deus di papa Pio IX. La pestilenza del 1656 cessò ad Aversa proprio l’8 dicembre di quell’anno: da allora in poi il municipio offrì ogni anno in voto all'Immacolata 60 libbre di ceri.
La facciata tardobarocca è notevole soprattutto per l’andamento della trabeazione del primo ordine, incurvata verso l’alto per far spazio al timpano del portale, spezzato da una nicchia contenente una statua raffigurante l'Immacolata Concezione. L’interno è di piccole dimensioni e presenta un impianto rettangolare a navata unica, con quattro cappelle laterali poco profonde, inframmezzate dai vani contenenti i confessionali. Una volta a calotta ellittica sovrasta il vano del presbiterio, separato dalla navata da un arco trionfale sorretto da pilastri con lesene composite.
La decorazione pittorica fu realizzata a partire dal 1605, anno in cui fu commissionata a Vincenzo Camardella l'Immacolata Concezione posta sull'altare maggiore. La prima cappella a sinistra presenta una tela firmata e datata da Nicola Mercurio nel 1690, raffigurante San Liborio vescovo, protettore dai calcoli renali e biliari. Nella seconda cappella a sinistra troviamo una tela raffigurante San Matteo Evangelista e l'angelo, firmata e datata da Nicola Mercurio nel 1687. Si tratta del rifacimento di un dipinto eseguito molti anni prima da Carlo Mercurio, padre di Nicola. Gli altari delle cappelle del lato destro presentano altre due tele riferibili a Nicola Mercurio: la prima raffigurante San Gorgonio, l’altra Sant'Aniello.
Una ricca decorazione settecentesca in stucco, d’impronta vaccariana, riveste le pareti e incornicia le cone degli altari. L’altare maggiore, in pregiato diaspro di Sicilia, fu realizzato tra il 1739 e il 1742 dal maestro marmoraro napoletano Aniello Gentile secondo il disegno fornito da Carlo Schisano, argentiere della cattedrale di Napoli. Anche gli altari delle cappelle laterali furono eseguiti dal Gentile (1744), mentre la balaustrata dell’altare maggiore è opera del marmoraro Gennaro di Lucca (1795).
Al XVII secolo sono ascrivibili l’organo sulla cantoria, in controfacciata e il soffitto ligneo a cassettoni, nei cui riquadri sono scolpiti i simboli mariani e, al centro, la figura dell'Immacolata Concezione.

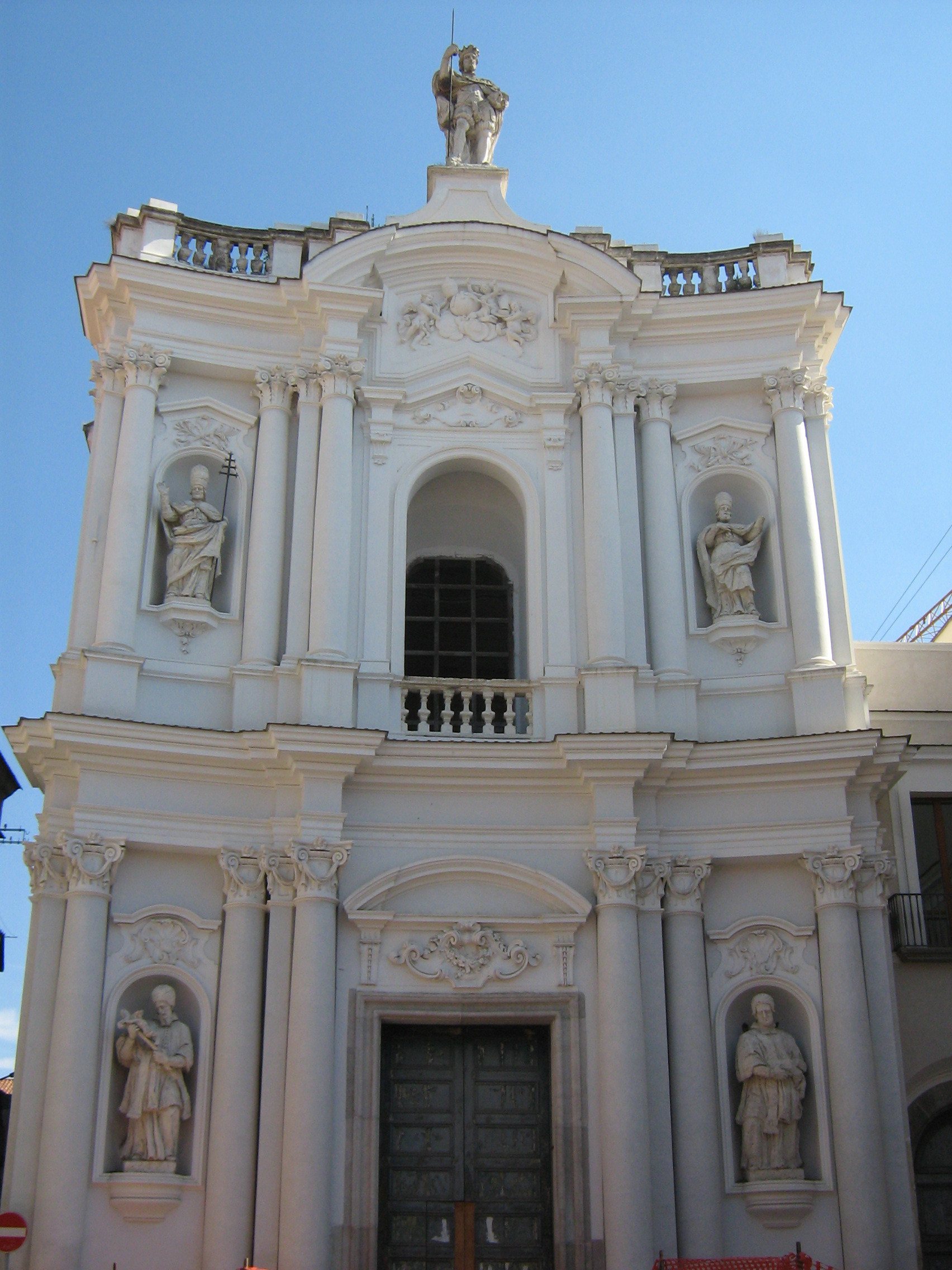
Chiesa di San Domenico, facciata

### Chiesa e Monastero di San Domenico
La chiesa fu fondata da Carlo I d'Angiò nel 1278 e completata da suo figlio Carlo II d'Angiò e dedicata a San Luigi IX, re dei francesi e diventata poi San Domenico perché i Domenicani vi abitarono fino al 1808. In origine presentava uno schema di grande aula rettangolare fino a quando, nel 1742, l'Ordine Monastico pensò a un radicale restauro, incaricando Filippo Raguzzini, il quale utilizzò, per la facciata il progetto per il concorso di San Giovanni in Laterano in Roma. Il Raguzzini inserì sulla facciata quattro edicole con le statue di Benedetto XIII e Pio V, in quelle superiori e Benedetto XI e Innocenzo V, in quelle inferiori e sulla sommità della facciata è collocata la statua di Luigi IX. La chiesa conservava interessanti opere: ai lati dell'ingresso, due bellissimi medaglioni marmorei con i Santi Pietro e Paolo di cultura merliana; al secondo altare destro, l'Annunciazione, di Francesco De Mura; al terzo, Resurrezione di Gesù, di Francesco Solimena. L'arco voltato a botte dell'abside, su cui poggia un organo transennato del XVII secolo, fu ricostruito in mattoni nel 1847. Nel 1813 il monastero passò ai Minori Osservanti della Maddalena, che vi rimasero fino al 1911. La chiesa è stata chiusa dal terremoto del 1980 e riaperta solennemente il 18 ottobre 2019.

### Complesso dell'Annunziata
Il Complesso dell'Annunziata fu fondato agli inizi del Trecento per volere dei sovrani angioini. Nel 1422 Giovanna II donò all'Annunziata l'ospedale di Sant'Eligio, che consentì l'accorpamento delle due strutture nell'unica istituzione dell'Ave Gratia Plena, gestita da amministratori laici. Il complesso è caratterizzato da una scala monumentale e presenta uno sviluppo planimetrico che è il risultato delle numerose modifiche apportate nel corso di quattro secoli. Tra il 1518 e il 1520 vennero prese importanti iniziative, prime fra tutte la realizzazione del nuovo organo per la chiesa, commissionato a Giovanni Francesco Mormando. Nel 1566 incominciò l'opera di trasformazione della chiesa, con l'inserimento della tribuna e di una sorta di transetto per ridurre l'eccessivo sviluppo longitudinale dell'unica navata.
Nel 1612 furono inserite lungo la navata le cappelle e fu realizzata la nuova sacrestia con il progetto di fra Nuvolo. Nel 1582 si intraprese la costruzione di un nuovo ospedale, riservato alle donne. Nel 1836 fu ricostruita la cupola, dopo il crollo avvenuto in seguito al terremoto del 1826. Nel 1712 incominciò la ricostruzione dell'attuale campanile, a pianta quadrangolare, con basamento in piperno bugnato e due ordini superiori con lesene doriche e ioniche. Nel 1776 Giacomo Gentile completò la struttura con la costruzione dell'arco sormontato dall'orologio, così da collegare la torre campanaria e il complesso. Nel tempo il monumento è diventato il simbolo di Aversa. Il complesso è composto da un cortile dove in fondo vi è la chiesa della Santissima Annunziata preceduta da un pronao composto da quattro colonne di marmo con capitello corinzio.
L'interno della chiesa è a croce latina. Al suo interno sono custoditi importanti dipinti, tra i quali la Deposizione di Cristo di Marco dal Pino e l'Adorazione dei pastori di Francesco Solimena. Ha ospitato sino al 1991 l'ospedale civile cittadino, dal 1992 invece è sede del Dipartimento di Ingegneria dell'Università degli Studi della Campania Luigi Vanvitelli.

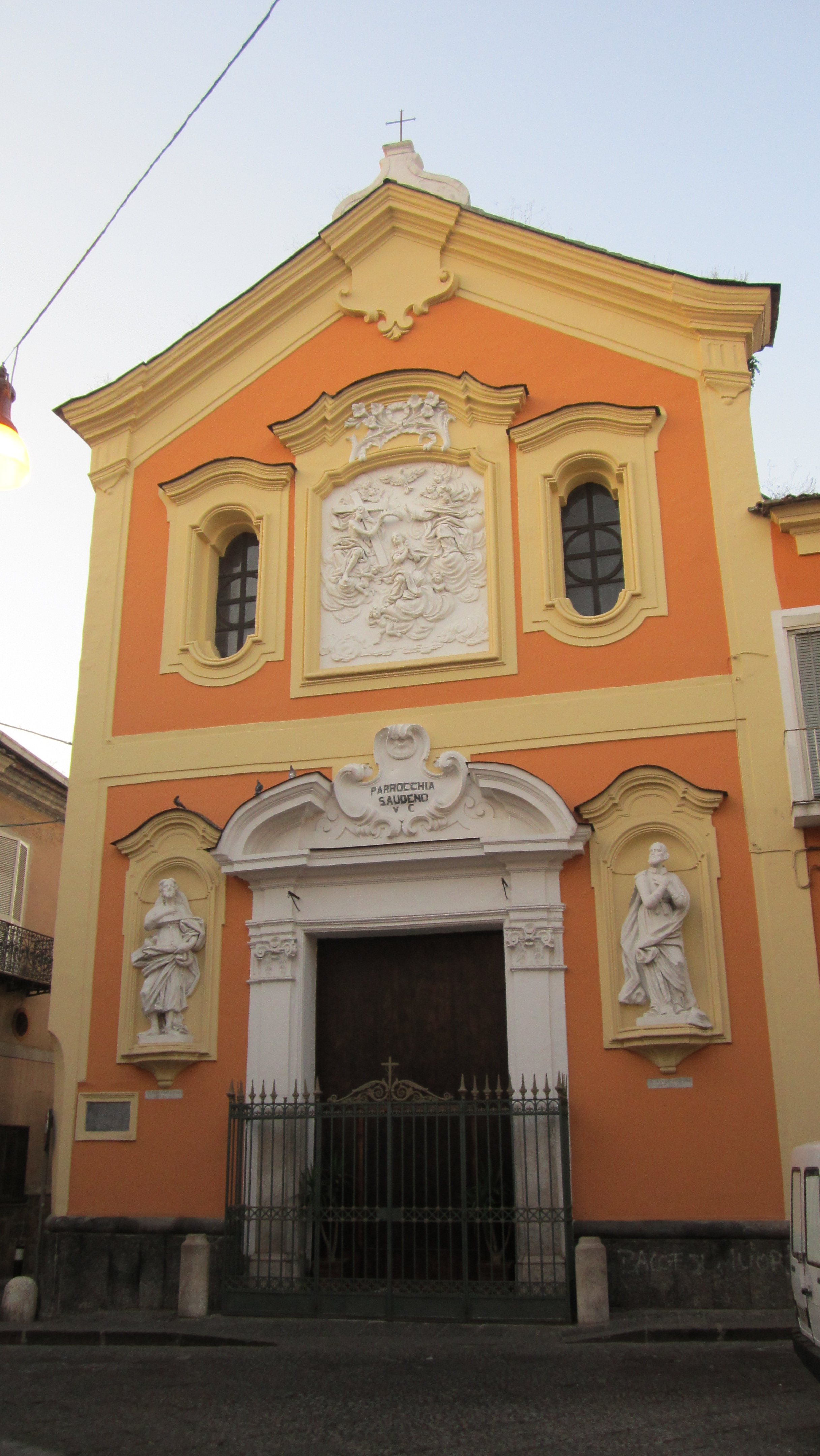
Parrocchia di Sant'Audeno

### Parrocchia di Sant'Audeno
L'antica parrocchia di Sant'Audeno, dedicata all'omonimo vescovo francese, di origine normanna, si trovava nei pressi del borgo Sant'Andrea, ma attualmente dell'antica chiesa rimane soltanto il portale gotico e il relativo chiostro oggi recuperato e visitabile. La facciata settecentesca (1744) si rifà a un gusto pittoresco e retorico che emula il Raguzzini. Nelle edicole della facciata vi sono le statue in pietra di San Filippo Neri e di San Giacomo, al centro, il bassorilievo dell'Assunzione della Vergine.
L'interno presenta un prezioso soffitto ligneo dorato che conteneva tre tele di Massimo Stanzione; queste, intorno agli anni quaranta, furono sostituite con le attuali che raffigurano: la Madonna col Bambino e santi, il Miracolo della peste di san Francesco Saverio e la Madonna con Bambino e santi di un anonimo seicentesco. Nella cona dell'altare maggiore si trova un dipinto della SS. Trinità con la Vergine e san Filippo Neri, incominciato da Massimo Stanzione e terminato da Andrea Vaccaro, che sovrasta l'altare marmoreo. Ai lati del presbiterio vi sono le statue lignee di San Pietro e di San Paolo, della prima metà del Seicento. Sovrasta le tele l'alta cupola (XVII secolo) dai pregevoli stucchi. Quattro altari marmorei settecenteschi decorano le pareti dell'unica navata.

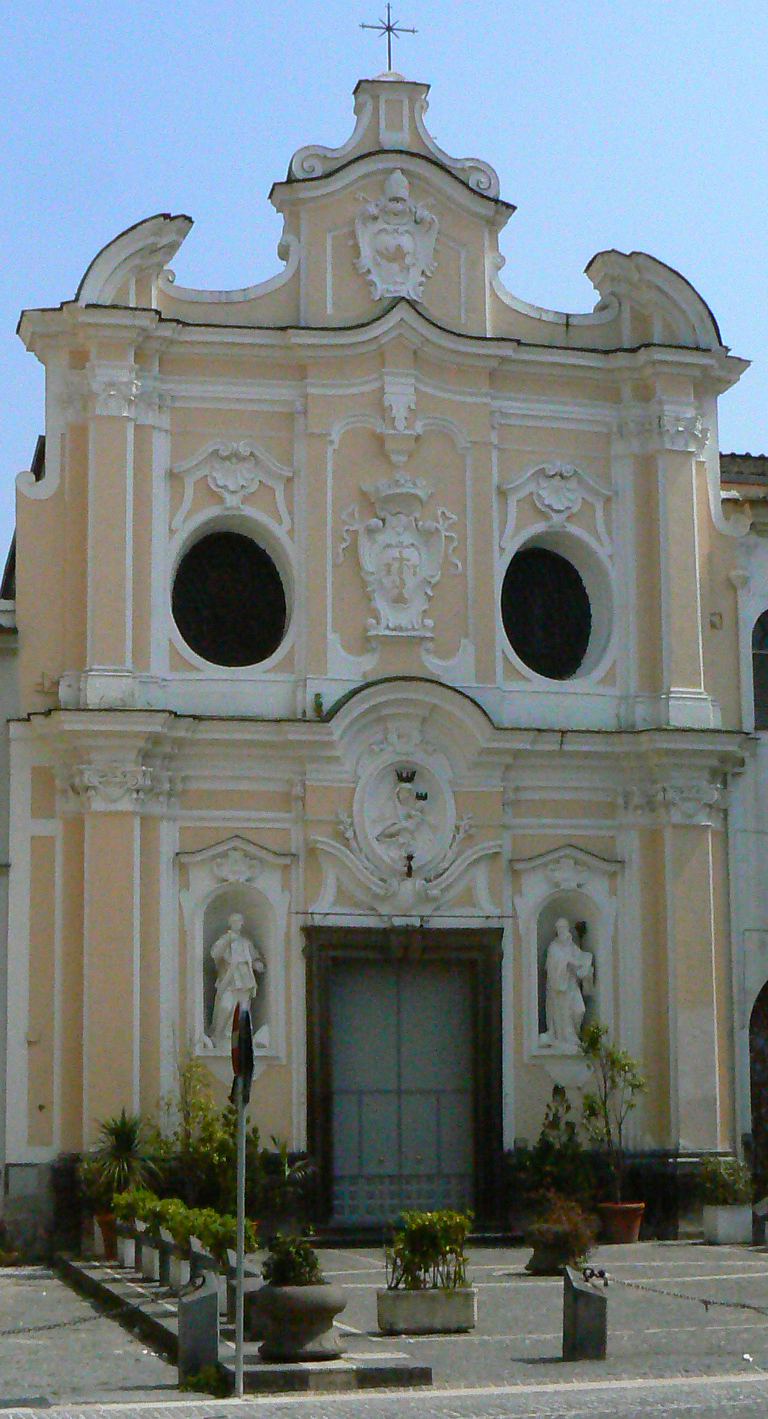
Chiesa di San Pietro Celestino, attuale sede della Parrocchia dei SS. Filippo e Giacomo-Santuario Maria Regina della famiglia

### Chiesa San Pietro Celestino-Santuario Maria Regina della famiglia
La chiesa fu fondata intorno al 1300 e fino ai primi dell'Ottocento era dedicata a Celestino V. In principio era il Castello Angioino di Aversa e la chiesa ne era la Cappella Palatina; successivamente nel 1309 gli Angioini donarono il complesso ai Padri Celestini, i quali ne ebbero la custodia fino alla soppressione dei beni ecclesiastici di Gioacchino Murat. Dopo la scomparsa dei Padri Celestini l'abbazia divenne sede della parrocchia dei Santi Filippo e Giacomo (fino a quel momento la sede era la chiesa situata di fronte, la "Parrocchiella"). La chiesa attualmente ha poche tracce dello stile gotico originario poiché gli interventi del 1736 ne hanno cambiato completamente l'aspetto. L'esterno presenta due edicole con le statue di San Benedetto e di San Pietro Celestino, un bassorilievo con la Madonna e il Bambino e lo stemma di Pietro da Morrone, fondatore del succitato Ordine dei Padri Celestini.
L'interno, barocco, a una sola navata, è coperto da capriate lignee a vista; la cantoria in stile barocco napoletano con un organo del XVIII secolo decora la controfacciata, vicino dei finestroni romano-gotico. Ai quattro altari minori vi sono opere di interesse artistico: nel primo altare destro, tela con San Benedetto e San Placido (XVIII secolo); sul secondo, Presentazione di Gesù al Tempio, di Carlo Mercurio; di fronte, pala di San Pietro Celestino in vesti papali e attorniato da monaci, opera di Orazio De Garamo realizzata nel 1607; la Trasfigurazione, copia da Fabrizio Santafede. Alle pareti vi sono anche 4 ovali con tele: quelle in prossimità del presbiterio una raffigura San Celestino in vesti da monaco (a destra), l'altra San Benedetto (a sinistra), mentre quelli in prossimità dell'ingresso: una Maria Maddalena, l'altra Maria Egiziaca penitente. Nel presbiterio, invece, un fantastico altare maggiore di marmo, realizzato per i lavori del 1736 e anche un trono, anch'esso marmoreo, della Madonna di Casaluce di inizio Novecento. In questa parrocchia-santuario è custodito, per quattro mesi dell'anno, dal 15 giugno al 15 ottobre, un'immagine della Madonna col Bambino, detta di Casaluce, oggetto di forte devozione popolare e che la tradizione attribuisce alla mano di San Luca. Nel 2006 il vescovo di Aversa Mario Milano elevò questa chiesa a santuario mariano diocesano, dedicandolo a Maria "Regina delle famiglie". Inoltre la Madonna di Casaluce è la patrona della città e della diocesi di Aversa, perciò questa chiesa nei 4 mesi è gremita di fedeli.

### Chiesa dei Santi Filippo e Giacomo (Parrocchiella)
Detta Parrocchiella per le sue ridotte dimensioni, fu costruita fuori Porta S. Andrea, nella zona del Mercato del Sabato. Documentata come parrocchia dal 1204, divenne sede della Confraternita del Purgatorio nel 1706 e della Confraternita di San Francesco Saverio nel 1719. Nel 1807 la sede parrocchiale fu trasferita nella vicina chiesa di San Pietro a Maiella, meglio nota come chiesa della Madonna di Casaluce. L’aspetto attuale della Parrocchiella è frutto di rifacimenti settecenteschi. Sulla parete esterna del corpo di fabbrica che si innesta sul lato sinistro della chiesa, un altorilievo in stucco raffigura la Madonna Addolorata tra angeli recanti i simboli della Passione di Cristo, con in basso delle Anime Purganti, secondo l'iconografia della Madonna del Suffragio. All'ingresso, un portale in piperno racchiude due battenti lignei in cui sono intagliate le figure dei Santi titolari della chiesa. L’interno si presenta a navata unica con dagli archi a tutto sesto che delimitano gli altari laterali e da una decorazione in stucco tardo settecentesca. A sinistra dell’ingresso della chiesa, un luogo aggiunto dopo, nel 1760. Si tratta della Cappella della Confraternita del Purgatorio, detta anche dell’Addolorata o della Madonna della Libera. Infatti, all'interno della chiesa si venerano una splendida statua dell'Addolorata e un dipinto di pregevole fattura della Madonna della libera.

### Chiesa e convento di San Biagio delle monache
Il monastero di San Biagio, eretto probabilmente da Aloara, di ordine benedettino, non ha più nulla dell'antico assetto se si esclude la struttura incorporata in quella successiva e il pronao dalla chiesa (XI secolo). La tradizione vuole che il convento sia stato costruito per rinchiudere, o difendere dalle scorrerie, le donne normanne quando i loro uomini si allontanavano dalla città per andare a combattere i nemici. All'esterno della chiesa emergono i portali del pronao (XVIII secolo), essi contengono tondi rilievi di San Benedetto e San Mauro. Il Pronao, di sei campate voltate a crociera, immette nel sontuoso interno copioso di notevoli opere. L'interno è a unica navata e presenta, tra i finestroni, diciotto tele centinate, con Storie di san Benedetto, di Pietro De Martino (1701), mentre la controfacciata contiene cinque dipinti del giordanesco Giovanni Battista Lama.. Sull'altare maggiore campeggia la pala col Martirio di San Biagio, opera documentata del pittore afragolese Giovan Lorenzo Firello che la dipinse nel 1579-1580. La tavola è inserita in una monumentale cornice in legno, intagliata e dorata, sormontata da un baldacchino, ugualmente in legno dorato e intagliato, ma realizzato nel secolo XVIII.

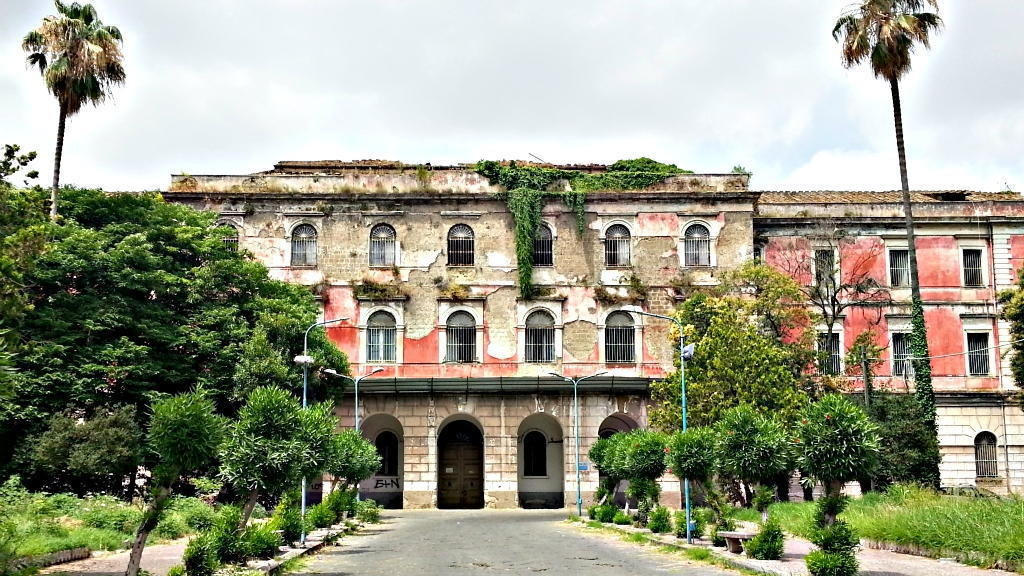
Veduta del complesso della Maddalena

### Chiesa e convento della Maddalena
Il complesso fu fondato da Carlo I d'Angiò nel 1269, fuori Porta San Nicola, come ospedale dei lebbrosi. Nel 1420 il convento fu occupato dai minori conventuali. Dieci anni più tardi, nel 1430, l'aversano Jacopo Scaglione fece costruire il chiostro di pietra grigia ampliato poi dal frate Angelo Orabona, arcivescovo di Trani, che vi aggiunse il pozzetto marmoreo centrale, sul quale è apposto lo stemma del casato, e fece affrescare le volte dei portici.
I francescani vi risiedettero fino al 1813, mentre il plesso fu trasformato in Casa dei folli del “Regno di Napoli”. Oggi il complesso è inagibile.

### Seminario vescovile
Il seminario vescovile di Aversa, istituito nel 1566 in seguito alle prescrizioni del Concilio di Trento, fu costruito per volere del cardinale Caracciolo, vescovo di Aversa, dall'architetto Carlo Buratti, tra il 1711 e il 1715 e inaugurato nel 1725. L'arcivescovo Carmine Cesarano, negli anni trenta, fece apportare alcune innovazioni dirette dall'architetto Lamberto Solimene. Di notevole interesse architettonico, all'interno dell'edificio, il chiostro settecentesco e lo scalone d'onore. Nel grande chiostro rettangolare il rigore semplice dei pilastri del primo ordine, si ravviva nel secondo ordine del più raffinato gioco prospettico degli archi strombati poggianti sul basamento.
Nello scalone, di cui si ignora l'autore, appare l'originale soluzione tecnico-stilistica dei balaustrini inclinati per dare all'insieme un più marcato senso di dinamismo. Il seminario conserva un ricco patrimonio di opere d'arte, provenienti per lo più dalle varie chiese cittadine, tra le quali il trecentesco gruppo marmoreo Madonna col Bambino, da alcuni attribuito allo scultore senese Tino di Camaino, e la tavola del Martirio di San Sebastiano del 1468 di Angiolillo Arcuccio. Oggi è sede dalla Biblioteca Seminariale Paolo VI.

### Altre chiese
- Chiesa di San Giovanni Battista, in Piazza Savignano;
- Chiesa e Convento di Sant'Anna, in Piazza Crispi;
- Chiesa di Santo Spirito, in via Roma;
- Chiesa di Santa Maria di Costantinopoli, in via Costantinopoli;
- Chiesa e convento di Santa Lucia, in via Santa Lucia;
- Chiesa di San Rocco, in via Sant'Andrea;
- Chiesa di San Bartolomeo, in via Vittorio Emanuele III;
- Chiesa di Santa Maria della Pietà, in piazza Vittorio Emanuele III;
- Chiesa di Sant'Agostino, in via Sant'Agostino;
- Chiesa di Santa Maria Assunta nelle Cappuccinelle, in via Castello;
- Chiesa di San Giovanni Evangelista, in via San Giovanni;
- Cappella di Sant'Antonio da Padova, in via Diaz;
- Chiesa di Santa Marta minore, in via S. Martella;
- Chiesa di Santa Maria di Montevergine, in via Vittorio Emanuele;
- Rudei chiesa di Santa Maria Succure Miseris, in via Succurre Miseris;
- Chiesa di Sant'Anna al Carminiello, in via Di Giacomo;
- Chiesa di Santa Maria delle Grazie, in strada S. Giovanni;
- Chiesa di Santa Maria degli angeli, in via Di Giacomo;
- Chiesa dello Spirito Santo, in vico Spirito Santo;
- Convento delle Cappuccinelle (XVI secolo), in via Cappuccinelle. La chiesa della santissima Trinità e l'annesso convento affidato ai frati Cappuccini, vennero realizzati nel 1545 al posto della chiesa di Santa Giuliana. Nel XIX secolo il complesso venne utilizzato come lazzaretto prima dell'abbandono[28]; nelle sue vicinanze vi sono anche i sotterranei dell'acquedotto per Serino[29];
- Chiesa di Santa Maria del popolo, in via Castello;
- Chiesa di Santa Marta maggiore, in via S. Marta;

### Edicole votive
Le edicole votive o "Madonnelle", come popolarmente sono chiamate, anche se non tutte sono di soggetto mariano, presenti in Aversa sono state erette a venerazione di devoti che hanno ricevuto una grazia o un'indulgenza e sono fonti di una tradizione antica. Nel centro storico di Aversa se ne possono contare svariate, di cui non si conosce neppure a quale santo fossero dedicate poiché i dipinti risultano sbiaditi o del tutto scomparsi o dalle quali sono state trafugate le icone. Si contano ben 126 Edicole Votive nella città di Aversa. Molte di esse sono dedicate alla Madonna di Casaluce, alla Madonna dell'arco, alla Madonna Addolorata, non dimenticando l'unica alla Vergine della Consolazione, altre dedicate ai santi, tra cui quelle di san Paolo, san Rocco, sant'Antonio da Padova, sant'Antonio abate, san Francesco d'Assisi, a san Michele, san Nicola.

### Palazzo Morano o della Piccola Carità
Il secentesco Palazzo Morano ospita la casa di accoglienza Gratis accepistis della Caritas diocesana; dal 2017 è sede del Centro di Pastorale Universitaria della diocesi di Aversa.

## Architetture civili

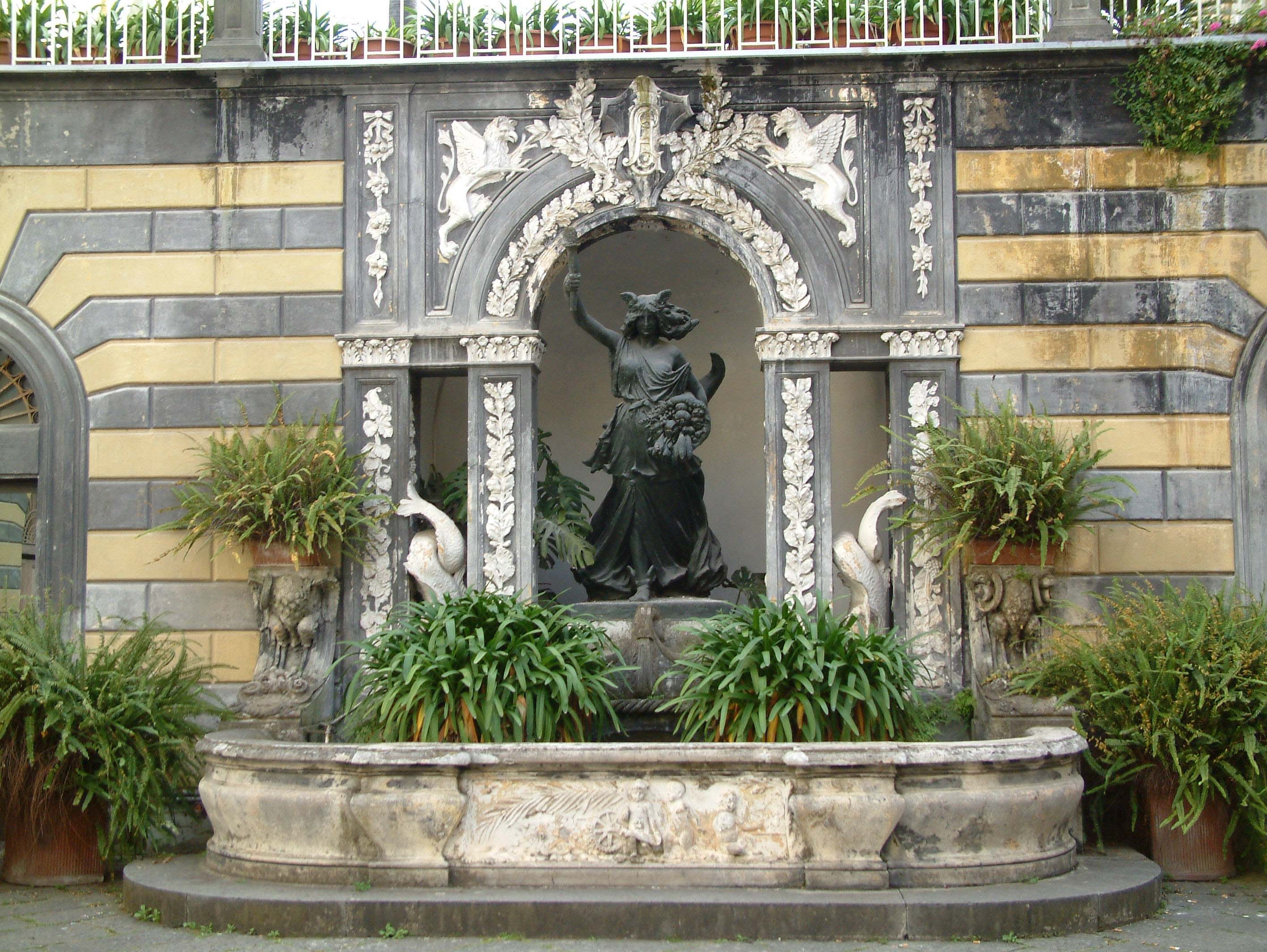
Cortile di Palazzo Golia con la statua della Campania Felix

### Palazzo Golia
Palazzo Golia, palazzo nobiliare, sito in via Seggio, fu dei baroni Ricciardi Serafino de Conciliis. Edificio di tipo a corte, che emerge per l'equilibrio e l'eleganza delle proporzioni. L'ampio cortile interno, del quale campeggia una leggiadra statua raffigurante la Campania Felix, è sormontato da un giardino pensile che, con le sue piante secolari, prospetta frontalmente l'alto portale d'accesso. Al piano terra di questa dimora gentilizia erano un tempo ubicati i locali destinati alle attività agricole, alle scuderie e alle altre attività di servizio. Di notevole pregio architettonico lo scalone principale in pietra vesuviana che conduce al primo piano dell'abitazione che ospitò Giuseppe Garibaldi alla vigilia dello storico scontro sul Volturno, il 1º ottobre 1860.

### Palazzo Gaudioso
Palazzo Gaudioso, sito in piazza Federico Santulli, è un edificio del XV secolo di aspetto severo e turrito, insistente su di un'area dell'antico borgo San Nicola, nella sua lunga vita ha subito numerosi rimaneggiamenti, tanto da perdere, in buona parte, la configurazione originaria. Gli interventi degli anni novanta sono quelli che ne hanno maggiormente alterato l'aspetto, proprio per l'aggiunta della torre nell'angolo nord-ovest. L'interno presentava una corte e un giardino, il viridarium, consueta caratteristica topologica dell'edilizia abitativa della città. Il prospetto impianta un solido portale di disegno catalano, realizzato con pietra grigia e bianca. Le cornici degli stipiti del portale, e quelle delle finestre di tipo "inginocchiato", sono finemente lavorate per la presenza di scanalature. Il portale alla sommità si conclude con un arco ribassato e la presenza nella chiave dello stemma gentilizio del casato. L'interno presenta un decoroso aspetto quattrocentesco, con l'ala settentrionale su un doppio ordine di arcate collegate da una comoda e larga scala. Nel marzo 2007 è stata inaugurata la nuova sede della Biblioteca Comunale, intitolata a Gaetano Parente, primo sindaco della città, ubicata nel palazzo.

### Sedile di San Luigi
Il Sedile di San Luigi è l'unico monumento medievale del genere che la città conserva. Il seggio di pietra grigia fu concesso alla città dall'Imperatore Enrico VI nel 1195 alle famiglie dei cavalieri aversani. Venne retto dal Monte di Pietà (1599) fino a quando non passò nella chiesa di Santa Maria del Popolo. Era adibito a luogo di convegno, in precedenza fu utilizzato per amministrare la giustizia. Con l'andare degli anni subì gravissimi danni tanto che nel 1692 fu interamente ristrutturato. La loggia è formata da due campate coperte da volte e archi a tutto sesto. Lo spazio è recintato da un muretto e da un cancello in ferro eseguito nel 1913 dagli alunni dell'Istituto Artistico di San Lorenzo.

### Masserie
Le antiche Masserie, testimonianze della civiltà contadina, erano dimore rurali e centri di produzione.

## Architetture militari

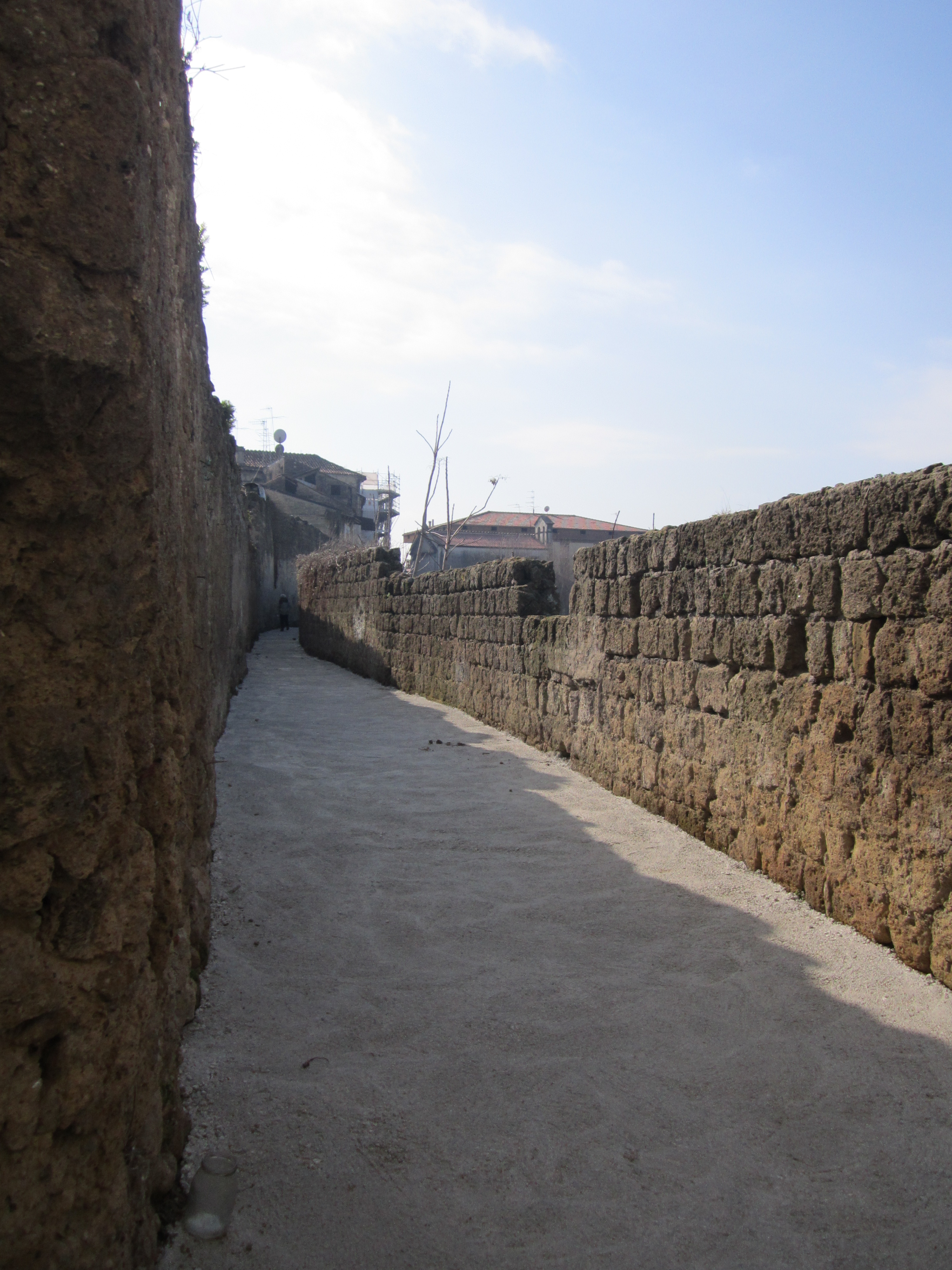
Mura antiche di Aversa

### Mura cittadine
Il primitivo nucleo urbano fu cinto da soli fossati e terrapieni, senza alcuna struttura fortificata. Nella nuova realtà urbana la chiesa assume un ruolo e una posizione centrale, non solo come simbolo religioso, ma anche luogo di incontro della comunità. Il nucleo originario di Aversa era caratterizzato dalla polarità della cattedrale e del palazzo, entrambi in posizione centrale perché posti l'uno accanto all'altro.
La successiva crescita della città è riassunta nell'impegno a ridefinire i due poli di maggiore interesse, la cattedrale e il castello. Ad Aversa solo dopo l'unificazione per opera di Ruggero II di Sicilia nel 1135 venne programmata la costruzione di più idonee strutture di difesa. Il rapporto conflittuale con i locali, delusi dalla perdita di autonomia, suggerì la costruzione di un nuovo castello al di fuori delle mura per controllare ogni accenno di insurrezione al potere centrale.
Lungo la nuova cinta muraria furono poste cinque porte, quattro in corrispondenza delle arterie di traffico regionale, Santa Maria, San Giovanni, San Nicola e Sant'Andrea e in ultimo Portanova che consentiva il collegamento diretto con i casali meridionali. In epoca federiciana non venne realizzato alcun ampliamento. Gli Svevi si impegnarono in lavori di notevole entità per adeguare il castello ai nuovi compiti difensivi. Gli Angioini diedero un contributo determinante alla crescita di Aversa con l'ampliamento del tracciato murario deciso nel 1382. Durante la dominazione Aragonese non si registrano significativi ampliamenti delle mura. Venne eretta la Porta Castello, in occasione della costruzione del nuovo castello, nella seconda metà del '400. Agli inizi dell''800 ebbe inizio l'abbattimento della cinta muraria e delle porte, che erano viste come un impedimento, una presenza conflittuale con gli ideali di modernità e di igienità.

### Porta San Giovanni
Porta San Giovanni costituisce, assieme ai resti di Porta San Nicola, l'unico esempio rimanente delle antiche porte che cingevano la città di Aversa. È situata nella omonima via. Un tempo vi si trovava il Borgo dei pescatori che accoglieva i pescatori del Lago Patria, soggetti al monastero di San Lorenzo.

### I castelli
Sin dalle origini Aversa fu dotata di castelli fortificati. Rainulfo se ne fece costruire uno quando fondò la città, di cui però non rimangono tracce.

#### Castello Angioino
Fu costruito intorno al 1300 per volere dei re della casa Sveva e fu sede della casa d'Angiò. Era situato nell'attuale chiesa dei SS. Filippo e Giacomo (chiesa di Casaluce), che era la cappella del castello. Era composto da quattro torri merlate. Fu dimora di Carlo I d'Angiò. Il castello divenne famoso per la morte di Andrea d'Ungheria, che fu impiccato la notte del 17 ottobre 1345. Fu ceduta ai Padri Celestini nel 1364. Nel 1807, fu ridotto ad abitazione ed è così rimasto fino a oggi, trasformato negli anni tanto da perdere le tracce dell'antico castello.

#### Castello Aragonese
Il maestoso Castello di Ruggero II (o Aragonese), dotato di spesse mura quadrate, che dall'alto delle sue quattro torri domina la zona circostante. Sorto nei pressi della chiesa di Santa Maria a Piazza, nell'area dei Patibulum, come limite settentrionale della terza cerchia di mura, è di forma quadrata, con torri merlate agli angoli e orientato, secondo un'antica ripartizione, sui quattro angoli del Mondo.
Fu dimora e rifugio di svariati principi, regine famose, regnanti e semplici capitani di ventura, tra cui si ricordano Giovanna d'Angiò, la regina di Napoli tristemente nota per il suo carattere volubile e sensuale e Giacomo Attendolo, padre del più conosciuto Francesco Sforza.
Nel XVIII secolo, per le alterne fortune e l'incuria umana quest'imponente opera architettonica era quasi completamente rovinata, tanto è vero che nel 1750 Carlo III di Borbone (che volle anche la Reggia di Caserta), ne affidò il restauro al suo principale architetto, Luigi Vanvitelli, per farne un Quartiere di Cavalleria (anche oggi, con l'espressione "Quartiere", si indica tale zona della città).
Sul finire del XIX secolo il castello era nuovamente in rovina; solo nel 1931 ritornò alla ribalta per iniziativa e intraprendenza del noto frenologo aversano "Filippo Saporito" (di cui portava il nome), che, dopo averlo fatto restaurare, lo adibì a casa di cura e custodia per imputati condannati parzialmente in quanto affetti da forme di malattia mentale, divenendo così un carcere giudiziario (Ospedale Psichiatrico Giudiziario) tra i più famosi d'Italia. È stato sede della "Scuola di Formazione e Aggiornamento dell'Amministrazione Penitenziaria", inaugurata il 16 marzo 2002, fino al 2014, attualmente è sede del tribunale di Napoli nord, che ha preso il posto della scuola.

## Monumenti e statue

### Monumento a Domenico Cimarosa
L'opera fu realizzata da Francesco Jerace nel 1929. Di gusto tardo-neoclassico, si ispira a modelli canoviani. Il monumento, che raffigura il maestro appoggiato alla transenna, era completato da un genietto alato sul podio, non più esistente, ispiratore allegorico della musica scherzosa del maestro. È collocata in piazza Mazzini, nello spazio antistante la stazione ferroviaria.

### Monumento ai caduti in guerra

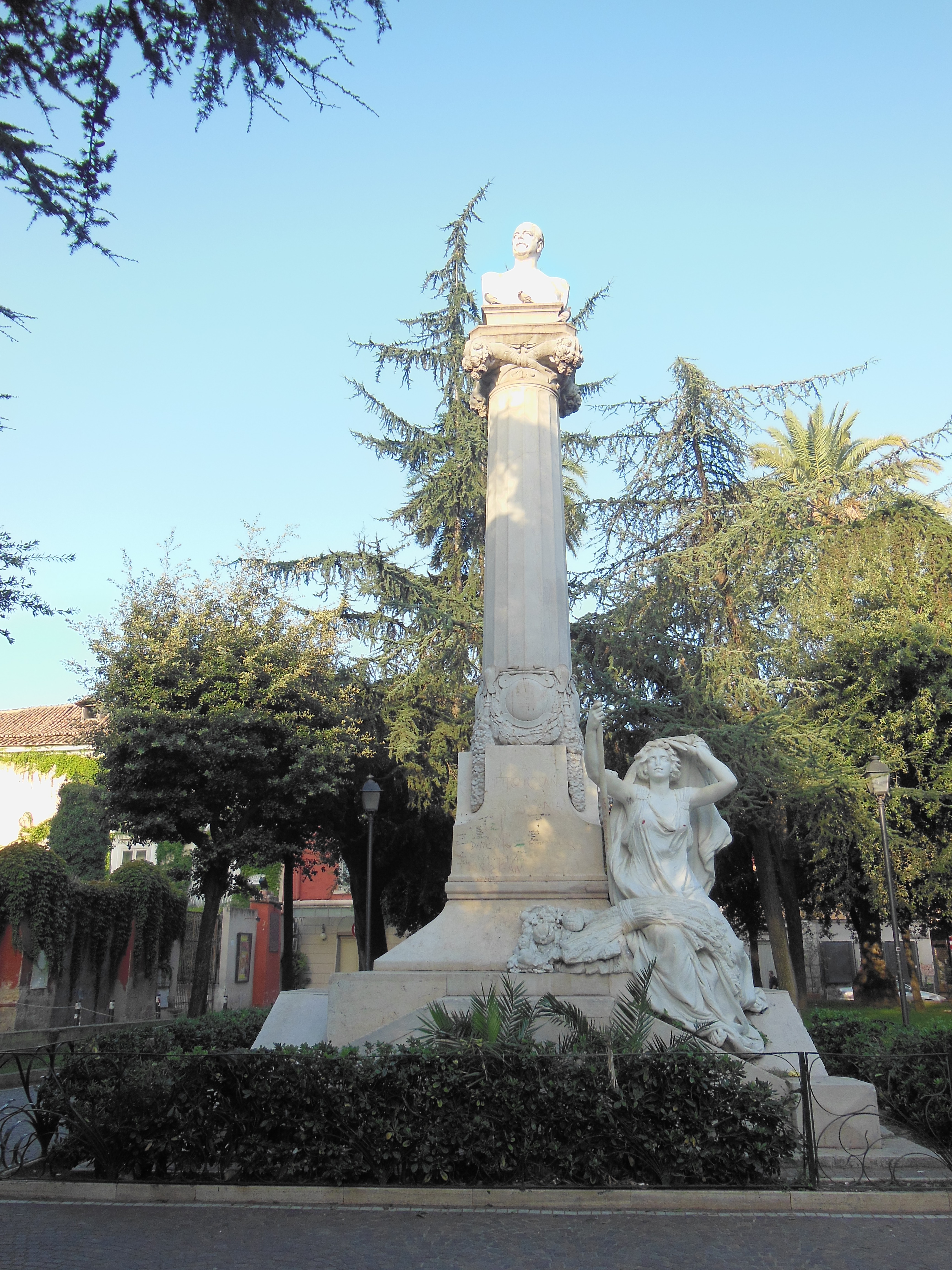
Monumento a Pietro Rosano

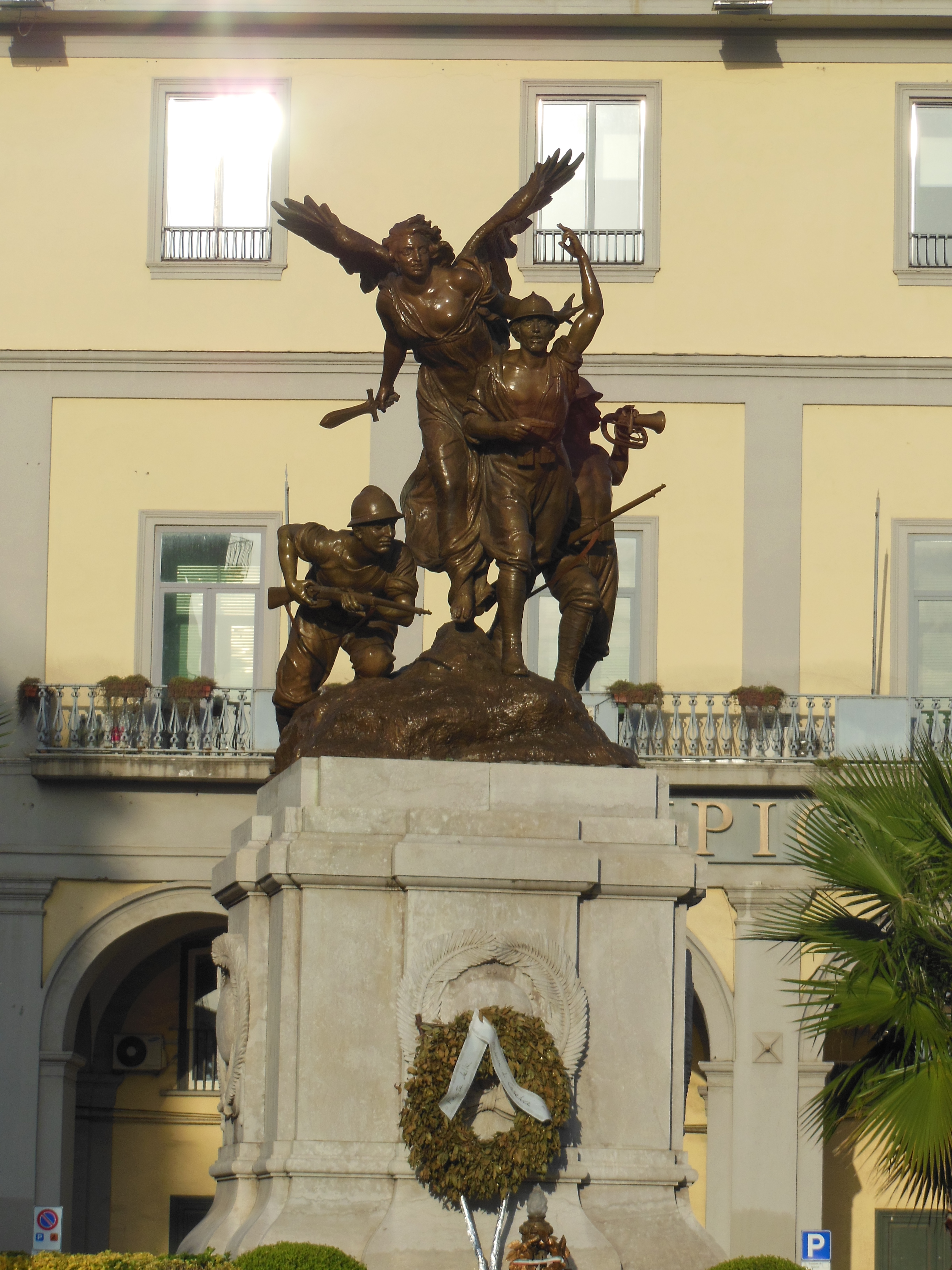
Monumento ai caduti in piazza Municipio

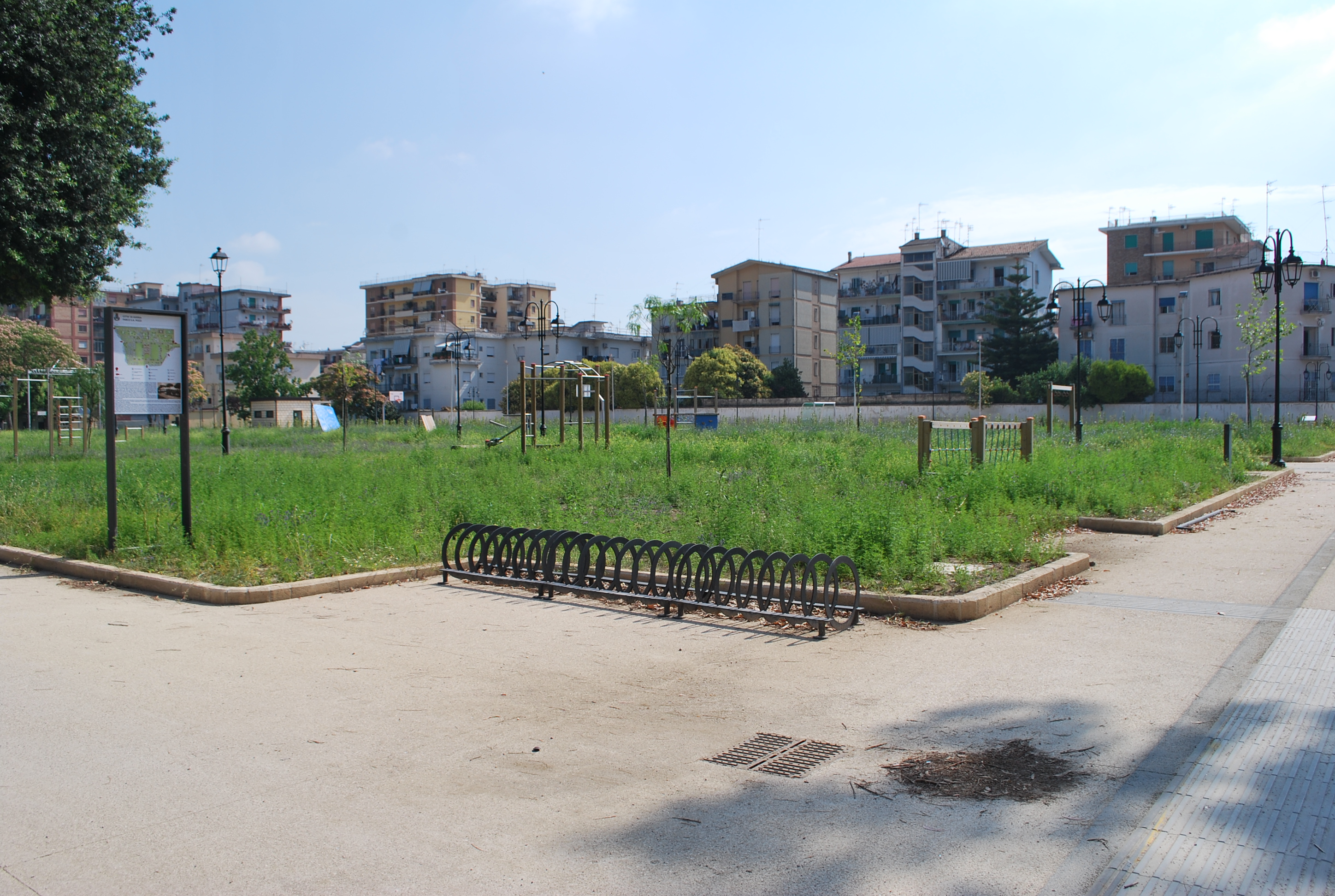
Parco Salvino Arturo Pozzi

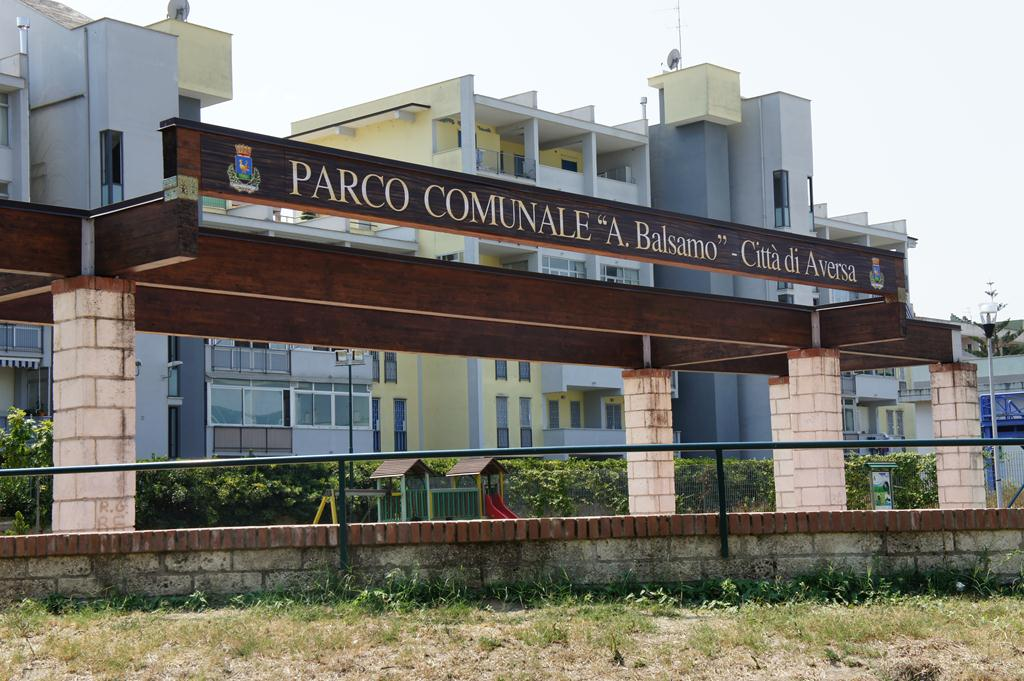
Parco Antonio Balsamo

Situato al centro di piazza Municipio di fronte al Municipio, su un'aiuola quadrangolare e costituito da un basamento di pietra. Fu realizzato da Francesco Jerace nel 1936, ed è dedicato ai caduti della prima guerra mondiale. È un'opera di grande perizia tecnica e assume, così com'è collocata, un grande effetto scenografico. La composizione richiama gusti del verismo francese della prima metà dell'800. È collocata in piazza Municipio.

### Monumento a Pietro Rosano
Si erge in piazza Principe Amedeo all'interno della Villa Comunale. Opera raffigurante l'insigne deputato aversano, fu realizzato nel 1907 da Francesco Jerace. Il monumento è costituito da un'articolata base a forma di piramide, che comprende la statua allegorica della Campania, su cui poggia un'alta colonna il cui capitello regge il busto di Rosano. Alla base vi è la scritta A Pietro Rosano/La Campania/MCMVII. Si tratta di un'opera tardo-ottocentesca di buon effetto compositivo.

## Aree naturali

### Parco "Salvino Arturo Pozzi"
Il Parco "Salvino Arturo Pozzi" è il principale polmone verde della città, collocato nella zona nord. È dedicato all'omonimo personaggio politico, sindaco dal 1952 al 1956, e ha una superficie di circa 70 000 m², è caratterizzato da percorsi per jogging, attrezzi in legno per stretching e da un bocciodromo. Il parco è caratterizzato da una pregiata flora, costituita da cedri del Libano, pini mediterranei e araucarie. Il parco è stato un ospedale militare dal 1935 per prestare assistenza ai soldati impegnati nelle operazioni militari in Africa orientale. Successivamente viene destinato all'assistenza dei profughi del dopoguerra, provenienti, da Grecia, Egeo, Venezia Giulia, Veneto, Istria, Egitto, Somalia, Eritrea ed Etiopia. Nel 1990, a seguito del viaggio ad Aversa del Pontefice Giovanni Paolo II, il Parco diventerà finalmente un giardino pubblico, ristrutturato ultimamente nel 2016 con l'installazione di campi da calcio, basket e di una buvette.

### Parco "Antonio Balsamo"
Il parco "Antonio Balsamo" è situato nella zona sud della città, è composto da un'area giochi per bambini, due locali coperti, un campo di bocce scoperto e un anfiteatro da 200 posti, ubicato nella zona verde, per spettacoli all'aperto.

### Parco "Ninì Grassia"
Il parco "Ninì Grassia" è situato nei pressi della Stazione Ferroviaria di Aversa, nei pressi del confine col comune di Gricignano di Aversa. È stato inaugurato nel dicembre 2012 ed è composto da un'area verde e un'area coperta per la socializzazione.

### Villa Comunale
La Villa Comunale di Aversa è un'area verde nel cuore della città: si trova alle spalle della Casa Comunale ed è costituita da una cassa armonica, ubicata al centro dell'area. All'interno della villa comunale si trova il monumento a Pietro Rosano, realizzato nel 1907 da Francesco Jerace e un parco giochi per bambini.

### Area Gioco "Paul Harris"
L'area gioco Paul Harris è situata nella piazza omonima in zona Aversa Sud nei pressi dell'ippodromo e del palazzetto dello sport. L'area è suddivisa in due zone arredate con giostrine per bambini, separate da uno spazio arredato con panchine. Altalena, scivolo, cavalli a molle е dondoli sistemati su una apposita pavimentazione realizzata con lastre antiurto offrono intrattenimento per bambini.